# Literatura italiană

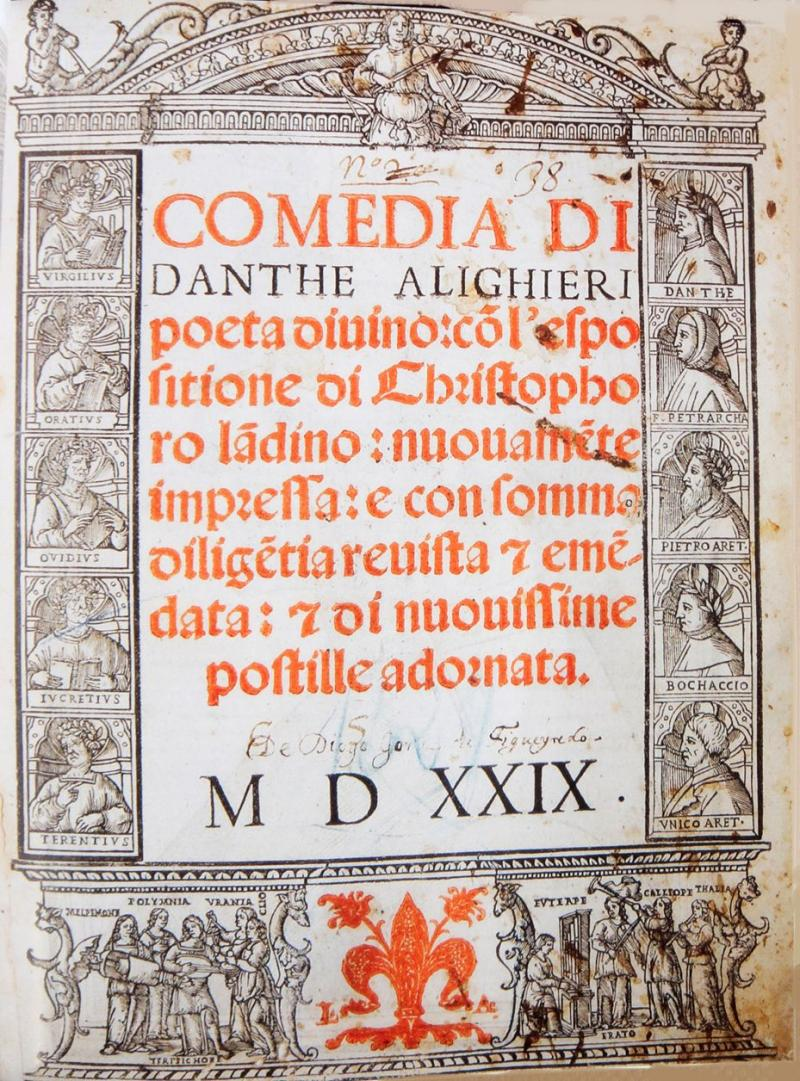
Divina Comedia, Dante Alighieri, Veneția, 1529.

Literatura italiană s-a dezvoltat relativ târziu în comparație cu literatura altor popoare ce vorbeau o limbă romanică, pentru că vorbirea curentă din Italia, "il volgare", derivată din limba latină, la rîndul său cu foarte multe variante dialectale, nu putea face concurență limbii latine, rămasă limbă literară până în secolul al XIII-lea.

## Evul Mediu

### "Il duecento" - Sec. XIII
La început circulau cronici, povestiri eroice, legende, vieți ale sfinților ("hagiografii"), scrieri didactice. Autorii din această epocă scriau în latină sau franceză, unii foloseau un dialect provensal sau franco-venețian. Primele documente asupra folosirii unor dialecte italiane se găsesc în poeme populare, ca "Ritmo laurenziano" al trubadurului Raimbaut de Vaqueiras de la sfârșitul secolului al XII-lea.
Literatura se dezvoltă pe teritoriul Italiei în diverse centre:

#### Palermo(Sicilia)
- Giacomino Pugliese
- Rinaldo d'Aquino
- Pier della Vigna
- Giacomo da Lentini, creatorul primelor sonete

#### Arezzo
- Guido di Arezzo
- C. Davanzati

#### Bologna
- Guido Guinizelli, creator al Dolce stil novo

Reprezentanți ai Dolce stil novo în alte centre:
- Dante Alighieri, în primele sale opere ("La vita nuova", 1292-1295)
- Guido Cavalcanti
- Cino da Pistoia
- D. Frescobaldi

#### Umbria
- Francesco d'Assisi: "Cantico delle creature", "Cantico di frate Sole"
- Iacopone da Todi: "Laudi"

### "Il trecento" - Sec. XIV
- Dante Alighieri: "De Vulgari Eloquentia" (în latină) 1305, "Il Convivo" 1306-1308, "La Divina Commedia" (începută în 1311) cu cele trei părți: "L'inferno", "Il purgatorio", "Il paradiso"
- Francesco Petrarca: ca. 300 sonete, sestine, balade și madrigale reunite în "Canzoniere" (în jur de 1327)
- Giovanni Boccaccio: "Il Decamerone" (1336-1340), "Vita di Dante" (1330), "Il ninfale d'Ameto" (1341-1342)

Dante, Petrarca și Boccaccio au fost primii scriitori italieni care au folosit în operele lor dialectul vorbit în Toscana, din principalele centre Florența și Siena, care a devenit astfel limba literară a Italiei.

### "Il quattrocento" - Sec. XV
Reprezentanți ai umanismului:
- Coluccio Salutati
- Leonardo Bruni
- Lorenzo Valla: "Declamatio" (1440)
- Giovanni Pico della Mirandola: "De dignitate hominis" (1490)
- Marsilio Ficino

Poeți și prozatori:
- Angelo Poliziano: drama în versuri "Orfeo" (1478)
- Luigi Pulci: "Il Morgante maggiore" (1483)
- Matteo Maria Boiardo: "Orlando innamorato" (1476-1495)
- Leon Battista Alberti: "Della famiglia"
- Jacopo Sannazaro: "Arcadia", (1504)

## Renașterea

### "Il cinquecento" -Sec. XVI
În secolul al XVI-lea, perioada de vârf a Renașterii, limba italiană domină creația literară, în timp ce limba latină este rezervată publicațiilor științifice.
- Pietro Bembo, în "Le prose della volgar lingua" (1525), recomandă limba lui Petrarca pentru poezia lirică și cea a lui Boccaccio pentru proză.

#### Poeți lirici
- A. di Costanzo
- Girolamo Fracastoro
- Vittoria Colonna
- Isabella di Morra
- Veronica Gambara
- Giovanni Della Casa
- Michelangelo Buonarroti, "Sonete"
- Luigi Tansillo

#### Epopea cavalerească
- Ludovico Ariosto: "Orlando furioso" (1516-1521)
- Teofilo Folengo: "Baldus" (1517), parodie a epopeelor cavalerești

#### Proza literară, istorie și politică
- Niccolò Machiavelli: "Il Principe" (1513), "Istorie fiorentine" (1520-1525), comedia "La Mandragola" (1524)
- Baldassare Castglione: "Il libro del cortegiano" (1508-1516)
- Giovanni della Casa: "Il Galateo" (1551-1555)
- Pietro Aretino: "Ragionamenti" (1533-1536), tragedia în versuri "L'Orazia" (1546)
- Francesco Guicciardini: "La historia di Italia" (1561-1564), "Ricordi" (1557)
- Benvenuto Cellini, Autobiografie
- Giorgio Vasari: "Le vite de' più eccellenti pittori, scultori ed architetti" (1568)
- Matteo Bandello: "Novelle" (1554-1573)
- Gianfrancesco Straparola: "Le piacevoli noti" (1550-1553)
- Gian Giorgio Trissino: "La Italia liberata da Gotthi" (1547-1548), tragedia "Sofonisba" (1545)

#### Epopeea religioasă
- Torquato Tasso: "La Gerusalemme liberata" (1570-1575)

#### Literatură pastorală
- Giovanni Battista Guarini: "Il pastor fide" (1590

În 1582 a fost întemeiată la Florența "Accademia della Crusca", cu misiunea de a se îngriji de gramatica și normele stilistice ale limbii italiene. În 1612, Accademia a publicat primul dicționar al limbii italiene.

## Literatura modernă timpurie
În urma descoperirilor geografice, centrul comercial se mută din bazinul Mediteranei pe coasta Atlantică. Italia este bântuită de războaie, centrele orășenești își pierd însemnătatea, în secolele XVII și XVIII cea mai mare parte a peninsulei italice se află sub dominație spaniolă sau austriacă.

### "Il seicento" - Sec. XVII
Stilurile predominante în artă și literatură sunt barocul și manierismul, creațiile literare au caracter elegiac și melancolic, stilul este emfatic și metaforic.
- Giambattista Marino: "Adone" (1623), epopee mitologico-fantastică în versuri, istorisește dragostea lui Adonis pentru zeița Venus.
- Federigo della Valle: "La reina di Scotia" (1628), redă tragedia reginei Maria Stuart a Scoției.
- Tommaso Campanella: "La città del sole" (1602), descrie un stat ideal utopic.
- Giambattista Basile: "Il cunto de li cunti" sau "Pentamerone" (1674), povestiri pentru copii, care au inspirat mai târziu pe Charles Perrault și pe Frații Grimm.
- Alessandro Tassoni: "La secchia rapita" (1622), epopee eroico-comică.
- Francesco Bracciolini: "Lo scherno degli Dei" (1618)

### "Il settecento" - Sec. XVIII
Predomină stilul Rococo, reacție împotriva barocului. În 1690 ia ființă la Roma "Accademia dell'Arcadia", care preconizează simplitatea stilistică. 
- Pietro Metastasio editează "Giornale de' letterati d'Italia" (1710). Autor de poezii lirice, melodrame, librete de opere.
- Gian Vittorio Gravina: "Della ragion poetica" (1708)
- Carlo Goldoni inițiază "Commédia del carattere", autor al unui mare număr de piese de teatru, printre care: "La locandiera" (1753), "Le baruffe chiozzotte" (1761-1764), "Il ventaglio" (1765).
- Carlo Gozzi autor de feerii dramatice (Fiabe): "L'amore delle tre melarance" (1761), "Turandot" (1762)
- Cesare Bonesana Beccaria: "Dei delitti e delle pene" (1764) pe teme morale și juridice.
- Giuseppe Baretti întemeiază revista "La frutta letteraria" (1763-1765)
- Giuseppe Parini: "Il giorno" (1763-1801), operă de satiră socială.
- Vittorio Alfieri: "Della tirannide" (1777) și tragedii în stil antic "Agamemnon" (1783), "Antigone" (1783) și altele.
- Giovanni Battista Vico: "Principi di una scienza nuova d'intorno alla comune natura delle nazioni" (1725), lucrare de filosofie a istoriei.

## Literatura modernă

### "Il ottocento" - Sec. XIX

#### "Risorgimento" șiRomantismul
"Il Risorgimento" (rom.: reînviere, reînflorire) exprimă starea de sprit dominantă din Italia din prima jumătate a secolului al XIX-lea, reflectată în cultură și politică, care avea ca țintă unificarea Italiei într-un stat național. În aceeași perioadă de timp, în artă și literatură apare și se dezvoltă romantismul.
- Vincenzo Gioberti, teoretician al "Risorgimento"-ului: "Del primato morale e civile degli Italiani" (1843)
- Giuseppe Mazzini: "Scritti politici"
- Ugo Foscolo: "Ultime lettere di Jacopo Ortis" (1802), "I sepolcri" (1807)
- Carlo Porta: "Poesie in dialetto milanese" (postum1821)
- Giacomo Leopardi, cel mai mare poet romantic italian: "Canti" (1831), "Operette morali" (1827), "Zibaldone de pensieri" (în 7 volume)
- Alessandro Manzoni: romanul "I promesi sposi" (1827), poezii "Inni sacri" (1815-1822), drame istorice "Il conte di Carmagnola" (1820) și "Adelchi" (1822)
- Giosuè Carducci revine la stilul clasic (Neoclasicism): "Levia gravia" (1868), "Rime nuove" (1887), "Odi barbare" (1877-1889), "Rime e ritmi" (1899). Primul scriitor italian care obține Premiul Nobel pentru literatură (1906).

#### VerismulșiSimbolismul
Sub influența realismului și naturalismului francez și ca reacție împotriva clasicismului și romantismului se dezvoltă o literatură axată pe problemele sociale din actualitate, curent denumit în Italia "Verismo" (itat.: vero = adevărat).
- Giuseppe Gioacchino Belli: "Sonette" în idiom roman.
- Giovanni Verga, romane și nuvele: "I malavoglia" (1881), "Maestro don Gesualdo" (1889), "Vita dei campi" (1880), "Novelle rusticane" (1883).
- Giovanni Pascoli: "Canti di Castello vecchio" (1903)

Mișcarea simbolistă este reprezentată prin:
- Antonio Fogazzaro: "Malombra" (1881), "Il mistero del poeta" (1888), "Piccolo mondo antico" (1895)
- Gupul "Scapigliatura": Igino Ugo Tarchetti, Tranquillo Cremona, Giovanni Camerana, Arrigo Boito.

În afara acestor curente se situează:
- Edmondo De Amicis: "Cuore" (1886)
- Carlo Collodi: "Le avventure di Pinocchio" (1883)

Literatură critică:
- Francesco de Sanctis: "Saggi critici" (1866), "La letteratura italiana nel secolo XIX" (1897), "Storia della letteratura italiana" (1870-1871)

### "Il novecento" - Sec. XX

#### Epoca de trecere
- Gabriele D'Annunzio: poezii "Laudi del cielo, del mare, della terra e degli eroi" (1903-1933), romanul "Trionfo della morte" (1894), drama "La figlia di lorio" (1904)
- Italo Svevo: romane "Una vita" (1893), "Senilità" (1898), "La coscienza di Zeno" (1927)
- Matilde Serao: romane "Il paese di cuccagna" (1891), "La ballerina" (1899)
- Grazia Deledda: romane "Elias Portolú" (1903), "La madre" (1920)
- Riccardo Bacchelli: romanul trilogie "Il mulino del Po" (1938-1940)
- Giovanni Gentile: "Origini e dotrina del fascismo" (1929), "La filosofia dell'arte" (1931)

#### Literatura înainte deAl doilea război mondial
- Filippo Tommaso Marinetti, inițiatorul futurismului
- "Poeti crepuscolari": Sergio Corazzini, Guido Gozzano, Marino Moretti
- Giuseppe Ungaretti: poezie lirică "Allegria di naufragi" (1919), "Sentimento del tempo" (1933), "La terra promessa" (1950)
- Eugenio Montale, inițiatorul ermetismului (poesia ermetica): "Ossi di seppia" (1925), "Le occasioni" (1939), "La bufera e altro" (1956)
- Salvatore Quasimodo, reprezentant al "poeziei pure": "Ed è subito sera" (1942), "Giorno dopo giorno" (1947). Premiul Nobel de literatură, 1959.
- Benedetto Croce, filozof și istoric, cel mai important gânditor al Italiei în sec. XX: "Filosofia come scienza dello spirito" (1902-1917)
- Giovanni Papini: "Un uomo finito" (1912)
- Luigi Pirandello, drame: "Liolà" (1916), "Il piacere dell'onestà" (1917), "Come prima meglio di prima" (1920), "Sei personaggi in cerca d'autore" (1921), "L'uomo, la bestia e la virtù" (1922), "Come tu mi vuoi" (1930); romane: "Il fu Mattia Pascal" (1904), "I vecchi e i giovani" (1913), "La favola del figlio cambiato" (1934). Premiul Nobel de literatură, 1934
- Ugo Betti: "Corruzione al Palazzo di Giustizia" (1944)
- Aldo Palazzeschi: "Il codice di Perelà" (1911), "Stampe dell'Ottocento" (1932), "Le Sorelle Materassi" (1934)
- Ignazio Sillone: romane "Fontamara" (1933), "Pane e vino" (1937)
- Pitigrilli (alias Dino Segre): "La vergine a 18 carati" (1924), "Dolicocefala bionda" (1936)

#### Literatura dupăAl doilea război mondial
Reprezentanți ai neorealismului:
- Carlo Levi: "Cristo si è fermato a Eboli" (1946)
- Vasco Pratolini: "Cronache di poveri amanti" (1947)
- Mario Soldati: "Lettere da Capri" (1954)
- Cesare Pavese: "Tra donne sole" (1949), "Il diavolo sulle colline" (1949)

Noua avangardă literară contemporană:
- "Gruppo 63": Edoardo Sanguinetti, Elio Pagliarini, Nanni Balestrini ("Vogliamo tutto", 1971), Giuseppe Guglielmi, Antonio Porta
- Alfredo Giuliani: "Povera Juliet" (1965)
- Grazyna Miller: "Alibi di una farfalla" (2002)
- Pier Vittorio Tondelli: "Altri libertini" (1980), "Camere separate" (1990)

Alte direcții:
- Giuseppe Tomasi di Lampedusa: "Il gattopardo" (1958)
- Alberto Moravia: "Gli indifferenti" (1929), "La ciociara" (1957)
- Pier Paolo Pasolini: "Ragazzi di vita" (1955), "Una vita violenta" (1959), "La religione del mio tempo" (1961)
- Dino Buzzati: "Il deserto dei Tartari" (1940), drama "Un caso clinico" (1953)
- Elsa Morante: "Menzogna e sortilegio" (1948), "La storia" (1974)
- Natalia Ginzburg: "Le voci della sera" (1961)
- Italo Calvino: "Il barone rampante" (1957), "Il cavaliere inesistente" (1959), "Se una notte d'inverno un viaggiatore" (1979)
- Umberto Eco: "Il nome della rosa" (1980), "Il pendolo di Foucault" (1988), "L'isola del giorno prima" (1994), "Baudolino" (2000), "La misteriosa fiamma della regina Loana" (2004)
- Dacia Maraini: "La lunga vita di Marianna Ucria" (1990)
- Raffaele Nigro: "La Baronessa dell'Olivento" (1990)
- Carlo Emilio Gadda: "La cognizione del dolore" (1938-1941)
- Eduardo De Filippo: comedii populare napolitane
- Gianni Celati:"Narratori delle pianure" (1985)
- Mario Fortunato: "Luoghi naturali" (1988)
- Sussana Tamaro: "Anima mundi" (1997)
- Luciano De Crescenzo: "Così parlò Bellavista" 1977, "Oi Dialogoi" (1985), "Storia della filosofia greca" (1883-1886), "Il dubbio" (1992) etc.